# فلیکس تورس
فلیکس تورس (اسپانیایی: Félix Torres‎؛ زادهٔ ۱۱ ژانویهٔ ۱۹۹۷) بازیکن فوتبال اهل اکوادور است.
از باشگاه‌هایی که در آن بازی کرده‌است می‌توان به باشگاه ورزشی بارسلونا اشاره کرد.
وی همچنین در تیم‌های ملی فوتبال زیر ۲۰ سال اکوادور و اکوادور بازی کرده‌است.